# Carlos Arroyo
Carlos Alberto Arroyo Bermúdez (* 30. Juli 1979 in Fajardo) ist ein ehemaliger puerto-ricanischer Basketballspieler.

## Sportliche Karriere
Arroyo startete seine Karriere bei den Cariduros aus seiner Heimatstadt, für die er ab 1996 in der „Sommerliga“ Baloncesto Superior Nacional (BSN) spielte. Im Herbst 1997 wechselte er zum Studium an die Florida International University in Miami. Dort spielte er für das Hochschulteam Golden Panthers unter anderem zusammen mit dem späteren NBA-Profi Raja Bell in der Sun Belt Conference der NCAA Division I. Während dieser vierjährigen Zeit am College gelang dieser Mannschaft jedoch keine Qualifikation für die landesweite NCAA-Endrunde. Während dieser Zeit war er auch weiterhin in der heimischen BSN aktiv; mit den Cangrejeros aus Santurce gewann er zwischen 1998 und 2003 bis auf 2002 fünf von sechs Meisterschaften.
Obwohl Arroyo nach Studienende 2001 nicht im Entry Draft der NBA ausgewählt worden war, konnte er sich letztendlich im Sommer/Herbst 2001 einen Platz im Kader der Toronto Raptors erspielen. Dort sah er aber nur geringe Einsatzzeiten und wurde im Januar 2002 entlassen, worauf Arroyo anschließend vier Spiele für den baskischen Verein Taugrés aus Vitoria-Gasteiz in der spanischen Liga ACB absolvierte. Bereits im März 2002 wurde Arroyo mit den Denver Nuggets von einem weiteren NBA-Verein wieder unter Vertrag genommen.
Für die folgende Spielzeit NBA 2002/03 bekam Arroyo dann einen längerfristigen Kontrakt bei den Utah Jazz. In der ersten Spielzeit noch Ergänzungsspieler, war Arroyo dann in der NBA 2003/04 „Starter“ in allen 71 Meisterschaftsspielen, an denen Arroyo teilnahm, und vervierfachte seine Einsatzzeit-Minuten auf eine knapp 30 Minuten pro Spiel. Die Jazz verpassten jedoch trotz einer positiven Siegbilanz von 42 Siegen in 82 Spielen in einer starken Western Conference den Einzug in die Play-offs um die Meisterschaft.
Besondere Aufmerksamkeit erlangte Arroyo dann, als er die puerto-ricanische Basketballnationalmannschaft als Spielmacher anführte, die die mit NBA-Profis angetretene Auswahl der Vereinigten Staaten bei den Olympischen Spielen in Athen besiegte. Man konnte den Sieg in der Zwischenrunde im Prestigeduell gegen das US-amerikanische Mutterland jedoch nicht krönen, da man im Unterschied zu den US-Profis, die am Ende die Bronzemedaille gewannen, nach einer Viertelfinalniederlage gegen Italien ohne Medaillengewinn blieb.
In der NBA 2004/05 war Arroyo schon nicht mehr „Starting Point Guard“ der Jazz und wurde in der darauffolgenden Spielzeit im Spielertausch an die Detroit Pistons abgegeben. Dort gingen seine Einsatzzeiten jedoch weiter bis auf knapp 12 Minuten pro Spiel zurück und er wurde nach gut einem Jahr an die Orlando Magic weitergegeben. Bei den Magic kam er in der Folge meist von der Bank aus ins Spiel, war aber mit über 20 Minuten Einsatzzeit pro Spiel fester Bestandteil der Rotation der eingesetzten Spieler.
Als sein Vertrag nach der NBA 2007/08 endete, wechselte Arroyo 2008 für eine komplette Spielzeit zum israelischen Serienmeister Maccabi aus Tel Aviv. Während Maccabi seine nationale Meisterschaft verteidigte, wobei Arroyo zum Most Valuable Player der Finalserie ernannt wurde, verpasste Maccabi in der EuroLeague 2008/09 erstmals seit Einführung der Viertelfinal-Play-offs den Einzug in die Runde der besten acht Mannschaften und schied bereits in der Zwischenrunde gegen die spanischen Vertreter Real Madrid und FC Barcelona aus. Arroyos Vertrag wurde daraufhin nicht verlängert und er kehrte erneut in die NBA zurück.
Nachdem Arroyo 2008 zuletzt in Florida für die Orlando Magic in der NBA gespielt hatte, wurde er 2009 als „Free Agent“ von den Heat aus seinem ehemaligen Studienort Miami unter Vertrag genommen. In der NBA 2009/10 ähnelte seine Rolle der, die er zuvor bei den Magic eingenommen hatte. In gut 22 Minuten Einsatzzeit kam er auf gut sechs Punkte und drei Assists pro Spiel, wobei er in der Hälfte der Spiele Starter war. In der darauffolgenden Spielzeit steigerte sich seine Einsatzzeit zwar nicht mehr, aber er war in über 80 Prozent der Saisonspiele Starter auf dem Feld. Deshalb kam die Meldung über die Entlassung von Arroyo ein wenig überraschend, die nach übereinstimmender Meinung erfolgte, um Platz für Mike Bibby zu schaffen. Anschließend wurde er von den Boston Celtics verpflichtet, aber in der Play-offs 2011 nicht mehr eingesetzt, als die Celtics in der zweiten Runde gegen die Heat ausschieden.
In der Spielzeit 2011/12 wurde Arroyo am Jahresende 2011 vom türkischen Verein Beşiktaş aus Istanbul verpflichtet. Am Saisonende gewann er mit dieser Mannschaft nicht nur die seit 1975 erst zweite nationale Meisterschaft für den Verein, sondern auch eine „Triple Crown“ aus nationalem Double und Gewinn des dritten europäischen Vereinswettbewerbs EuroChallenge. Arroyo sicherte dabei mit einem starken Schlussviertel im Europapokalfinale den erst zweiten Titelgewinn einer türkischen Mannschaft in einem internationalen Vereinswettbewerb ab. In der darauffolgenden Spielzeit 2012/13 hatte Arroyo zunächst keinen Vertrag, bevor er zum Jahreswechsel bei Beşiktaş’ Lokalrivalen Galatasaray unterschrieb. Dort konnte Arroyo am Saisonende die türkische Meisterschaft feiern. Im März 2015 verließ Arroyo Galatasaray aufgrund ausbleibender Gehaltszahlungen. Nach einem Intermezzo bei Cangrejeros de Santurce (Puerto Rico) unterschrieb er im Juli 2015 einen Vertrag beim FC Barcelona.

## Musikalische Karriere
Nachdem sein Interesse für den Reggaeton geweckt worden war, gründete Carlos Arroyo sein eigenes Label namens Arroyo Hit Music.

### Singles
- 2009: Oculto Secreto
- 2010: Se Va Conmigo (feat. Yomo) | (Remix feat. Ivy Queen)
- 2011: Bailemos En La Luna